# Marseillaise (croiseur)
Pour les articles homonymes, voir La Marseillaise (homonymie).
La Marseillaise est un croiseur léger de classe La Galissonnière en service dans la marine française de 1937 à 1942.

## Conception
Les caractéristiques des six unités de la classe La Galissonnière sont largement inspirées de celles de l'Émile Bertin, malgré leur lancement presque simultané. Ils forment une des séries de croiseurs légers parmi la plus réussie de son époque.

## Histoire
L'équipage de la Marseillaise le saborde et l'incendie lors du sabordage de la flotte française à Toulon le 27 novembre 1942. Considéré comme irrécupérable, le croiseur est définitivement démoli après la guerre.